# シティ・オブ・パラマッタ
シティ・オブ・パラマッタ (City of Parramatta) は、オーストラリア・ニューサウスウェールズ州の地方公共団体。

## 概要
シティ・オブ・パラマッタの中心であるパラマッタは、シドニー中心業務地区から西に23キロメートルに位置する。シドニー中心業務地区（CBD）とはシティレール・ウェスタン線（en）と結ばれるのみならず、サーキュラー・キーからパラマタ川（en）を往来するフェリーで移動することも可能である。加えて、メトロード4号線（en）が市内を横断する。
北は、ザ・ヒルズ・シャーとホーンズビー・シャー、北西はシティ・オブ・ブラックタウン、西は、シティ・オブ・ホルロイド、南と東はオーバーン・シティと接する。東はシティ・オブ・ライドと接する。
多民族国家オーストラリアの例に漏れず、シティ・オブ・パラマッタも数多くの出自の民族が住んでいるが、イギリス系、ニュージーランド系、レバノン系、インド系、中国系が市の5大民族である。

## 歴史
シティ・オブ・パラマッタの地域に、ヨーロッパ人が居住を開始したのは比較的早く、1799年には、第2代ニューサウスウェールズ州総督ジョン・ハンターの命令によって、総督官邸の建設が開始されている。総督官邸は、オーストラリアの囚人遺跡群の1つとして、ユネスコの世界遺産に登録されている。
1861年、ミュニシパリティ・オブ・パラマッタが形成され、1867年には、ボロー・オブ・パラマッタ、1938年には、シティとなった。1948年には、アーミングトン＝ライドルミア、ダンダス、グランヴィルの地方公共団体を併合し、現在の市域となった。

## 構成サバーブ
シティ・オブ・パラマッタは、以下のサバーブから構成されている
| - ボウルカム・ヒルズ（Baulkham Hills）……ザ・ヒルズ・シャーとまたがる。 - キャメリア（Camellia） - カーリングフォード（Carlingford）……ホーンズビー・シャーとまたがる。 - クライド（Cryde） - コンスティチューション・ヒル（Constitution Hill） - ダンダス（Dundas） - ダンダス・ヴァレー（Dundas Valley） - イーストウッド（Eastwood）……シティ・オブ・ライドとまたがる。 - エッピング（Epping）……シティ・オブ・ライド、ホーンズビー・シャーとまたがる。 - アーミングトン（Ermington） - グランヴィル（Granville）……シティ・オブ・ホルロイドとまたがる。 | - ギルフォード（Guildford East）のうち、シティ・レール・サウス線（en）以東。 - ハリス・パーク（Harris Park） - メリーランズ（Merrylands）のうち、シティ・レール・サウス線以東。 - ノース・パラマッタ（North Parramatta）……ザ・ヒルズ・シャーとまたがる。 - ノースメッド（Northmeas）……ザ・ヒルズ・シャーとまたがる。 - オートランズ（Oatlands）……ザ・ヒルズ・シャーとまたがる。 - オールド・トゥーンガビー（Old Toongabbie） - パラマッタ（Parramatta）……シティ・オブ・ホルロイドとまたがる。 - ペンドル・ヒル（Pendle Hill）……シティ・オブ・ホルロイドとまたがる。 - ローズヒル（Rosehill） - ライドルミア（Rydalmere） | - セフトン（Sefton）……シティ・オブ・バンクスタウンとまたがる。 - サウス・グランヴィル（South Granville） - テロペア（Telopea） - トゥーンガビー（Toongabbie）のうち、シティレールのウェスタン線・カンバーランド線より北東の地区。 - ウィンストン・ヒルズ（Winston Hills） - ウェントワースヴィル（Wentworthville）のうち、ウェスタン線・カンバーランド線以北。 - ウェストメッド（Westmead）のうち、ウェスタン線・カンバーランド線以北。 |

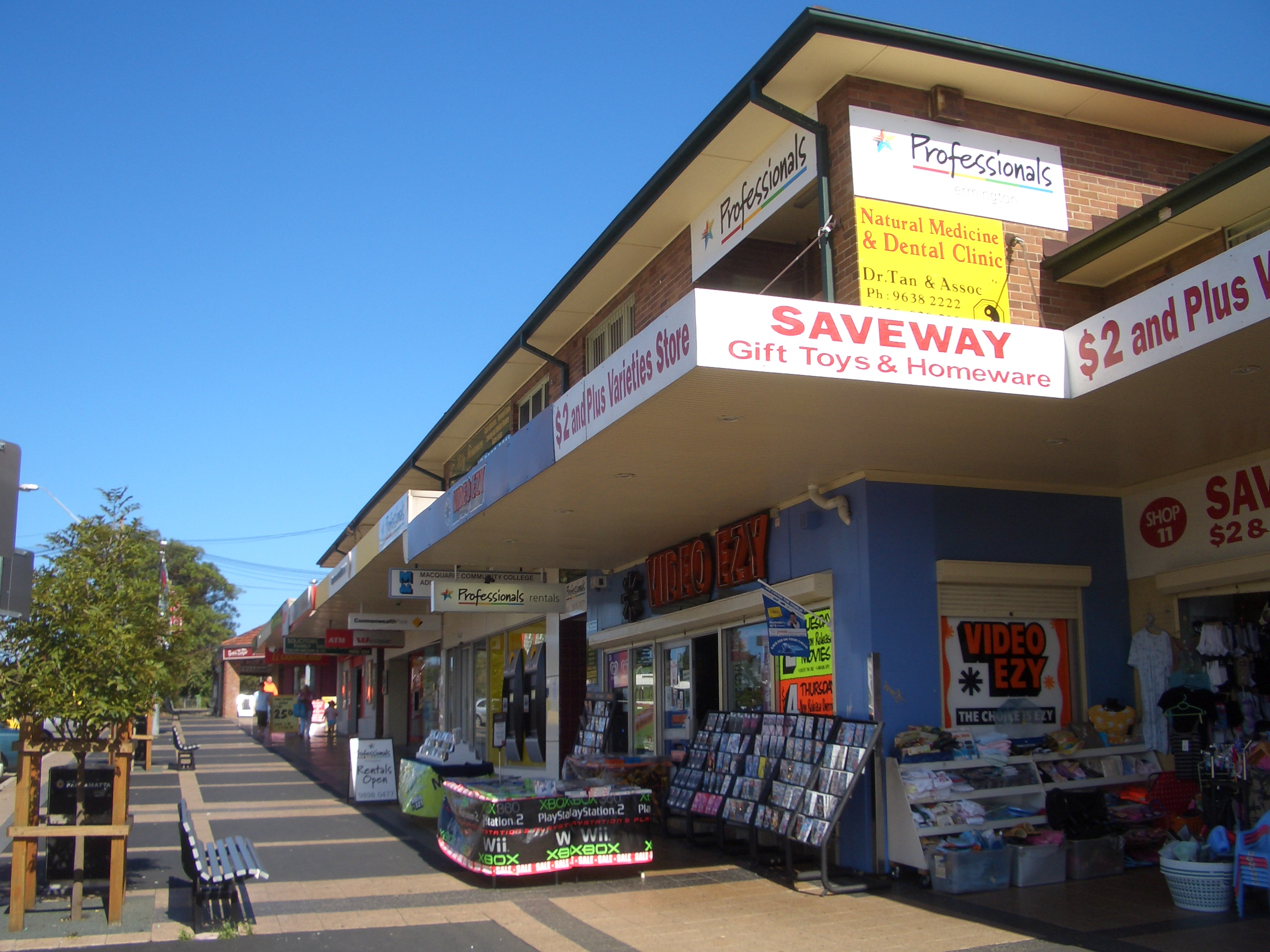
アーミングトンの風景
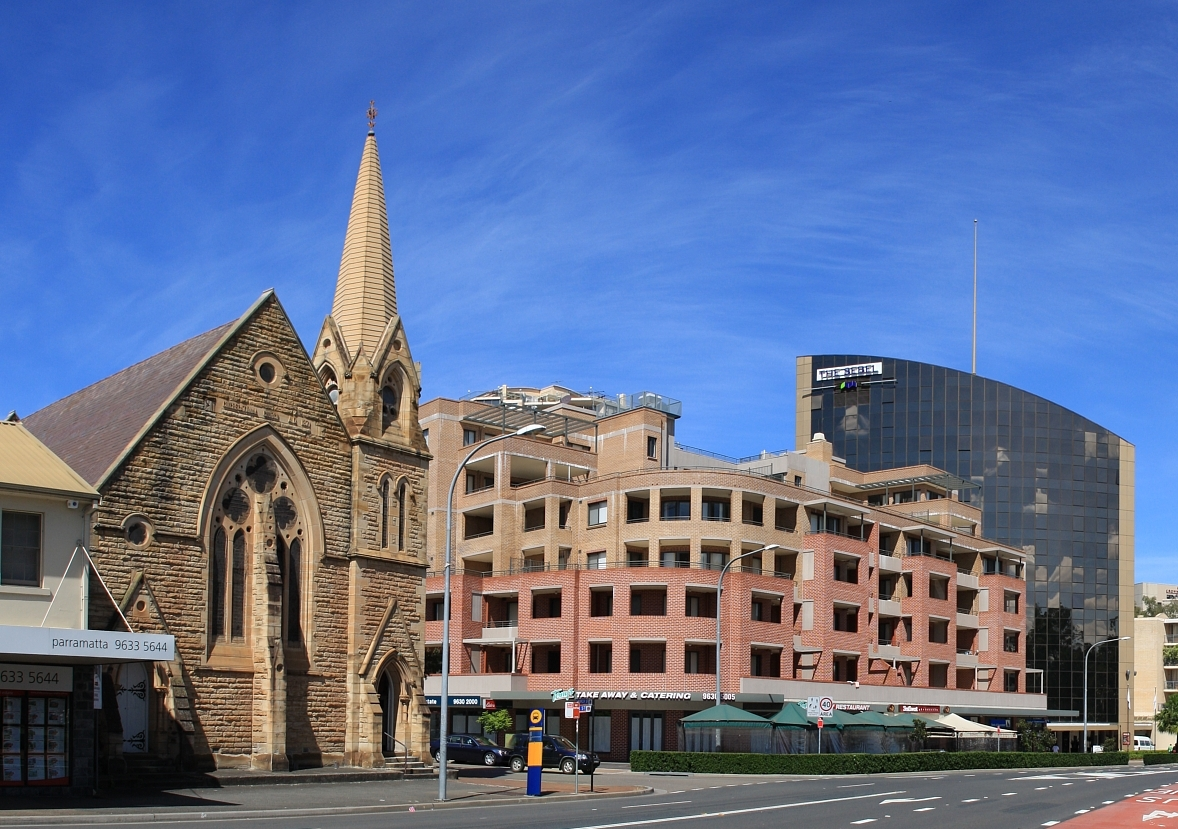
パラマッタのチャーチ・ストリート
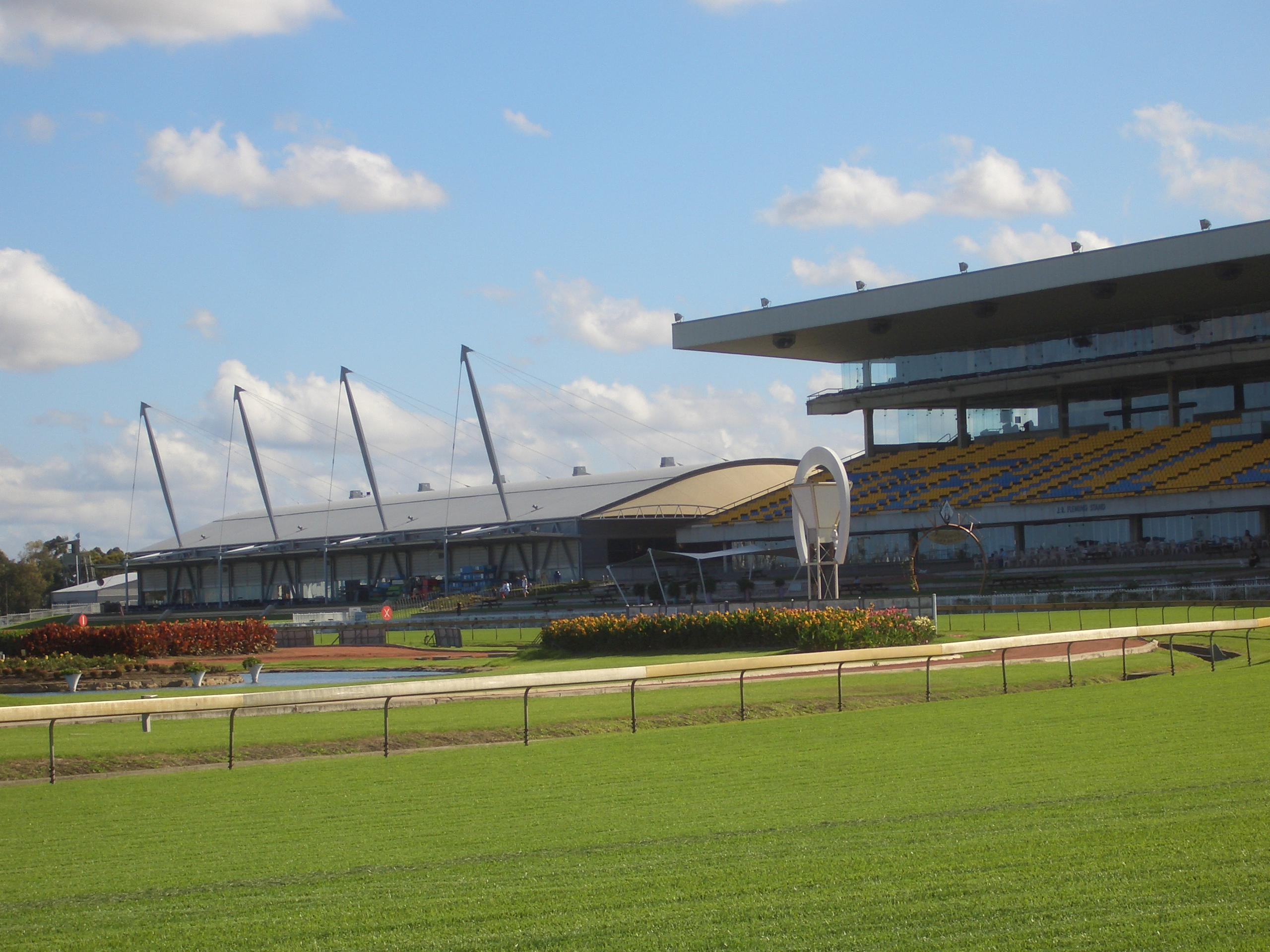
ローズヒル競馬場（en、ローズヒル）
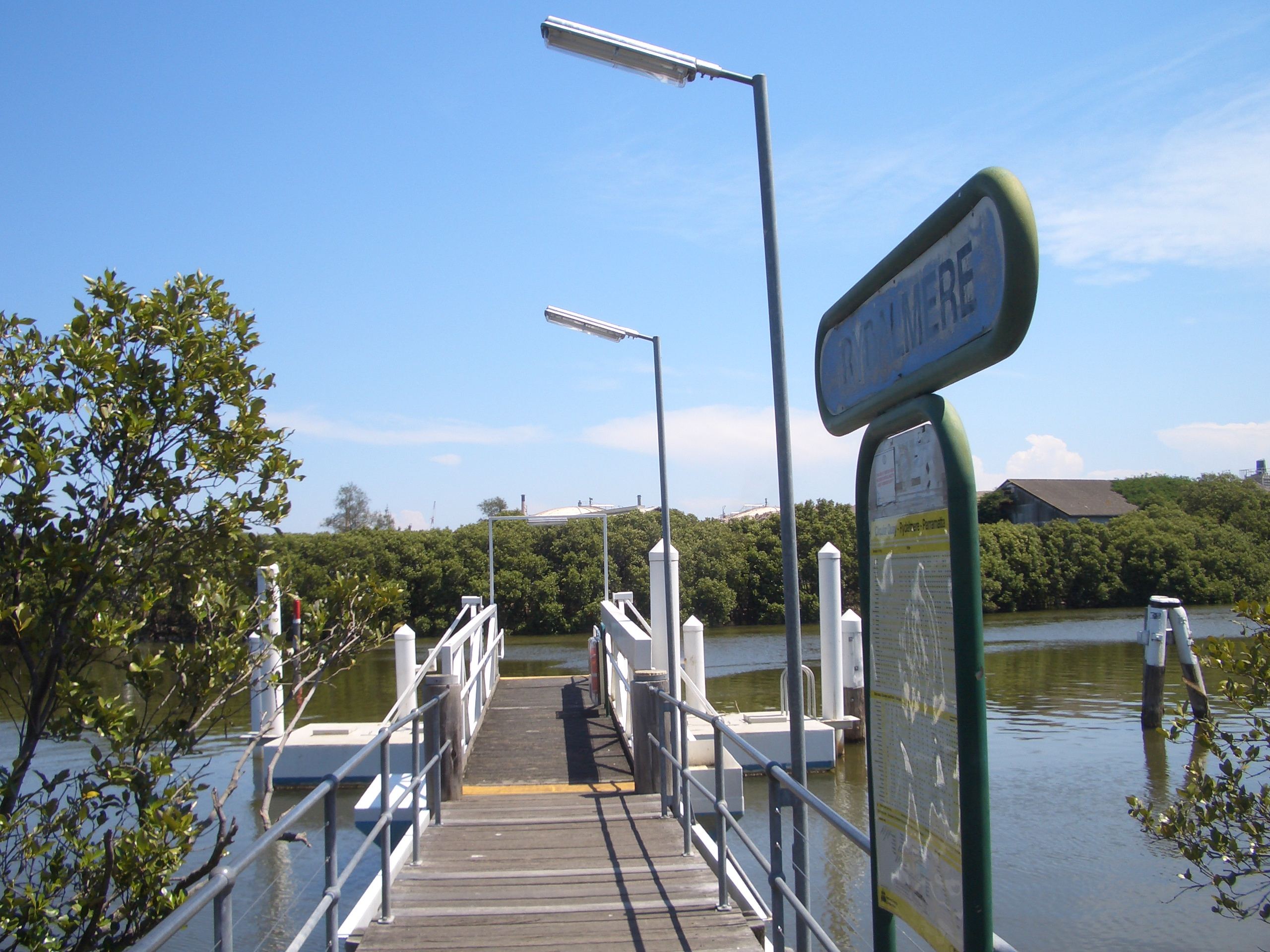
ライドルミアのフェリー埠頭
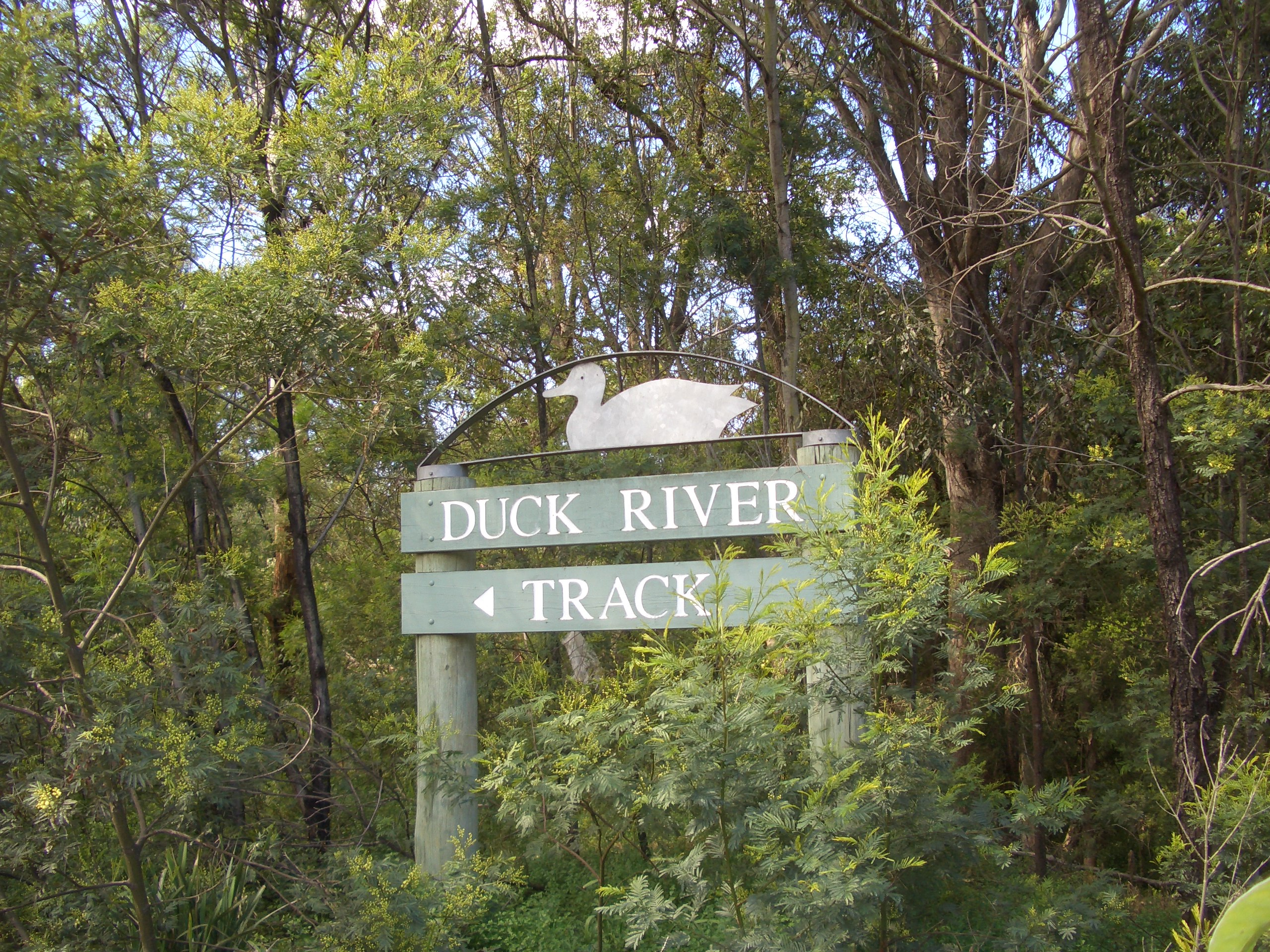
ダック・リバー・トラック（サウス・グランヴィル）

## 議会
シティ・オブ・パラマッタの議会は、15人によって構成される。任期は4年。選挙区は5つで、それぞれの選挙区から3人が選出される。市長は、議会選挙後最初の議会で、15人の議員から選出される。最新の議会選挙は、2012年9月8日に実施された。 オーストラリア自由党7議席、オーストラリア労働党5議席、諸派3議席で構成された。市長は、オーストラリア自由党のJohn Chedid。